# Spogostylum tsharykulievi
Spogostylum tsharykulievi är en tvåvingeart som först beskrevs av Zaitzev 1971.  Spogostylum tsharykulievi ingår i släktet Spogostylum och familjen svävflugor. Inga underarter finns listade i Catalogue of Life.